# Galaxie peculiară

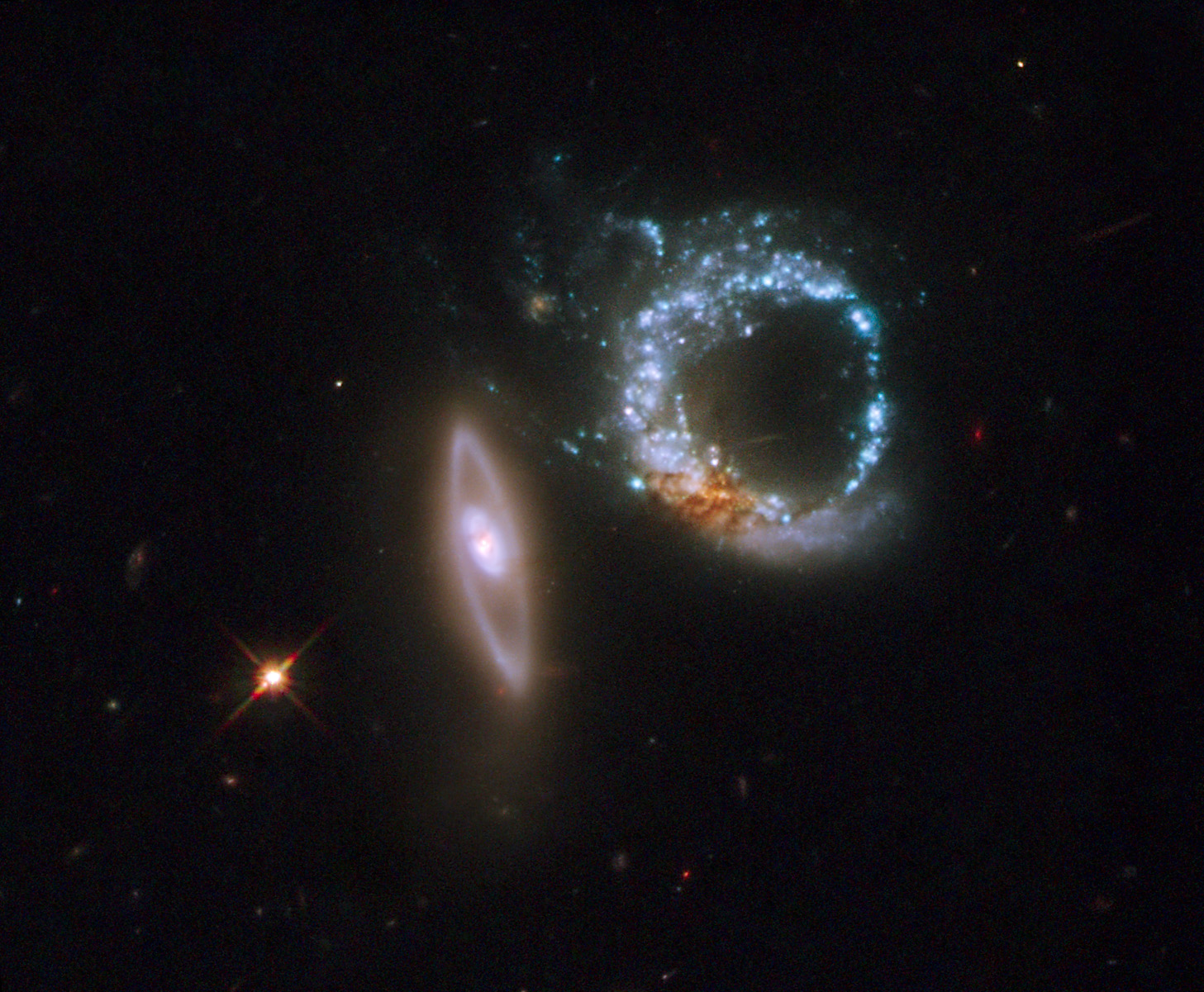
Arp 147 este una din galaxiile peculiare cele mai cunoscute.

O galaxie peculiară este o galaxie care nu intră în categoriile clasice (eliptică, spirală, spirală barată, lenticulară), dar care își păstrează o formă regulată.
Unele din aceste galaxii au ca origine interacțiuni (coliziuni) cu galaxii vecine care le-au dat aspectul neobișnuit. Se vorbește atunci despre galaxie în interacțiune.
Să nu se confunde cu galaxiile neregulate, care nu intră nici ele în tipurile precizate mai sus, dar a căror formă nu este armonioasă.

## Etimologie
Adjectivul din română peculiar este un împrumut din limba latină: peculiaris, -e, „deosebit”, „special”, „remarcabil”.